# Peurada
Peurada is een bestuurslaag in het regentschap Banda Aceh van de provincie Atjeh, Indonesië. Peurada telt 2907 inwoners (volkstelling 2010).